# C6orf120
C6orf120 (англ. Chromosome 6 open reading frame 120) – білок, який кодується однойменним геном, розташованим у людей на 6-й хромосомі. Довжина поліпептидного ланцюга білка становить 191 амінокислот, а молекулярна маса — 20 772.
| 10         |  | 20         |  | 30         |  | 40         |  | 50         |
| ---------- |  | ---------- |  | ---------- |  | ---------- |  | ---------- |
| MAAPRGRAAP |  | WTTALLLLLA |  | SQVLSPGSCA |  | DEEEVPEEWV |  | LLHVVQGQIG |
| AGNYSYLRLN |  | HEGKIVLRMR |  | SLKGDADLYV |  | SASSLHPSFD |  | DYELQSATCG |
| PDAVSIPAHF |  | RRPVGIGVYG |  | HPSHLESEFE |  | MKVYYDGTVE |  | QHPFGEAAYP |
| ADGADAGQKH |  | AGAPEDASQE |  | EESVLWTILI |  | SILKLVLEIL |  | F          |

A: Аланін

C: Цистеїн

D: Аспарагінова кислота

E: Глутамінова кислота

F: Фенілаланін

G: Гліцин

H: Гістидин

I: Ізолейцин

K: Лізин

L: Лейцин

M: Метіонін

N: Аспарагін

P: Пролін

Q: Глутамін

R: Аргінін

S: Серин

T: Треонін

V: Валін

W: Триптофан

Задіяний у такому біологічному процесі, як апоптоз. 
Секретований назовні.